# NGC 5526
NGC 5526 este o galaxie situată în constelația Ursa Mare. A fost descoperită în 17 aprilie 1789 de către William Herschel. Se află la o distanță de 30,62 de megaparseci de Pământ.